# Paul Nitsche

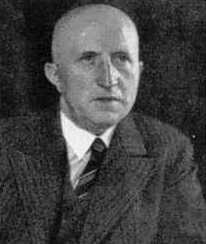
Paul Nitsche

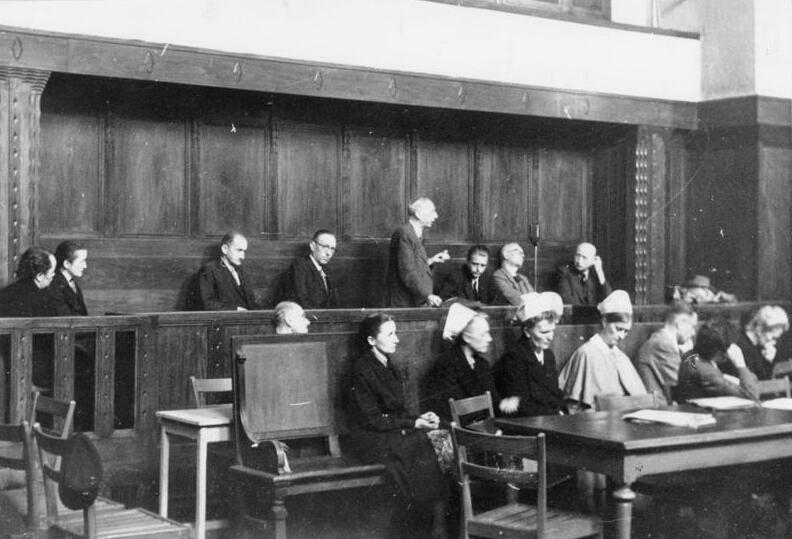
Ława oskarżonych w procesie lekarzy w Dreźnie (1947)

Hermann Paul Nitsche (ur. 25 listopada 1876 w Colditz, zm. 25 marca 1948 w Dreźnie) – niemiecki lekarz psychiatra, zbrodniarz wojenny popierający eutanazję w III Rzeszy i jeden z kierujących programem Aktion T4.

## Życiorys
Syn lekarza psychiatry Wilhelma Hermanna Nitschego (1844–1921). Studiował medycynę na Uniwersytecie w Lipsku i Uniwersytecie w Getyndze, tytuł doktora medycyny otrzymał w 1902 na podstawie pracy Gedächtnisstörungen in zwei Fällen von organischer Gehirnkrankheit. Następnie pracował w szpitalu miejskim dla umysłowo chorych i epileptyków we Frankfurcie nad Menem i w klinice psychiatrycznej w Heidelbergu kierowanej przez Emila Kraepelina. Od 1907 pracował w Miejskim Zakładzie Opiekuńczym i Leczniczym (Städtische Heil- und Pflegeanstalt) w Dreźnie. W 1913 został zastępcą dyrektora Państwowego Zakładu Psychiatrycznego na zamku Sonnenstein w Pirnie, a po I wojnie światowej objął kierownictwo Miejskiego Zakładu Opiekuńczo-Leczniczego w Lipsku-Dösen. W 1925 został profesorem tytularnym.
W 1928 objął dyrekcję zakładu na zamku Sonnenstein w Pirnie, kierował nim do 1939, po czym powrócił na stanowisko kierownika zakładu w Dösen. W maju 1940 otrzymał urlop i został zastępcą dyrektora departamentu T4 kierowanego przez Wernera Heydego, a następnie został jego następcą od końca 1941. W kierowanym przez siebie zakładzie w Dösen prowadził badania nad uśmiercaniem pacjentów dużymi dawkami luminalu. 
Za zbrodnie przeciwko ludzkości został skazany 7 lipca 1947 w drezdeńskim procesie lekarzy na karę śmierci. Wyrok został wykonany przez dekapitację 25 marca 1948.

## Wybrane prace
- Über Gedächtnisstörung in zwei Fällen von organischer Gehirnkrankheit. Berlin, 1902.
- Städtische Heil- und Pflegeanstalt zu Dresden. W: J. Bresler (Hg.): Deutsche Heil- und Pflegeanstalten für Psychisch-Kranke in Wort und Bild. Halle/Saale: Marhold, 1912 s. 248-255.
- Allgemeine Therapie und Prophylaxe der Geisteskrankheiten. W: O. Bumke (Hg.): Handbuch der Geisteskrankheiten, Band IV. Berlin: Springer, 1929 s. 1-131.
- Zur Indikationsstellung für die therapeutische Beeinflussung sexueller Anomalien durch Kastration. Allgemeine Zeitschrift für Psychiatrie und psychisch-gerichtliche Medizin 97, S. 168-188, 1932.
- Erbpflege im Familienrecht. Psychiatrische Gesichtspunkte für rassedienstliche Auslegung und Ausgestaltung des Eherechts. Allgemeine Zeitschrift für Psychiatrie und psychisch-gerichtliche Medizin 104, s. 208-232, 1936.